# Canon EOS 300D
De Canon EOS 300D is een 6 megapixel-spiegelreflexcamera voor semiprofessionele en amateurfotografen. Het is een van de eerste betaalbare digitale spiegelreflexcamera's.
In Noord-Amerika is deze camera onder de naam Canon EOS Digital Rebel en in Japan onder de naam Canon EOS Kiss in het derde kwartaal van 2003 op de markt gebracht.

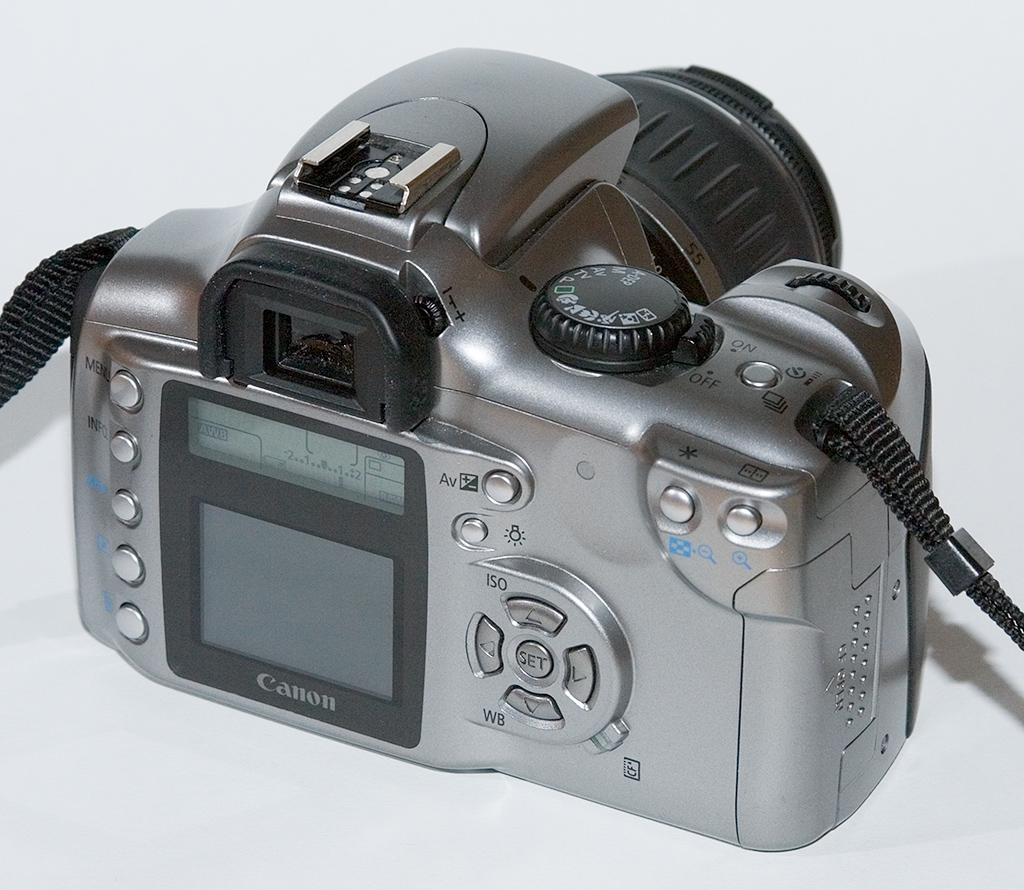
Canon EOS 300D